# Gelatina
Gelatina (de la mateixa paraula en italià) és una substància sòlida translúcida, sense color, sense olor, trencadissa, pràcticament sense gust, derivada del col·lagen de l'interior de la pell i els ossos dels animals. Es fa servir normalment com agent gelificant en alimentació, productes farmacèutics, fotografia i cosmètica. Les substàncies que contenen gelatina, o que funcionen de manera similar a aquesta, s'anomenen gelatinoses. La gelatina és una forma hidrolitzada i irreversible de col·lagen. Es pot trobar en dolços de «goma» i en altres productes com iogurts baixos en calories. Alguns costums dietaris o religiosos en prohibeixen l'ús quan són extrets de determinats animals (porc, vaca, etc.) i això mateix passa en utilitzacions mèdiques per a certes persones. Se sol vendre en pols o en fulles.
La gelatina és una proteïna produïda per hidròlisi parcial del col·lagen extret dels ossos, teixits connectius, òrgans i algunes parts internes d'animals domesticats com bovins, porcs, i cavalls. Els enllaços moleculars naturals entre els filaments dels col·làgens queden trencats per a formar reagrupacions. La gelatina es fon per formar un líquid quan s'escalfa i se solidifica quan es torna a refredar. Dissolta en aigua forma un gel col·loidal. La gelatina forma una solució de gran viscositat en l'aigua, que passa a ser un gel en refredar-se; la seva composició química, en molts aspectes, és estretament similar a la del col·lagen. Les solucions de gelatina mostren un flux viscoelàstic i birefringència. Si es posa en contacte la gelatina amb l'aigua freda, una part del material es dissol. La solubilitat de la gelatina es determina pel mètode de manufactura. Típicament, la gelatina, pot ser dispersada en un àcid relativament concentrat. Aquestes dispersions són estables durant de 10 a 15 dies amb pocs o gens de canvis químics i es pot fer servir com a cobertures o per a extrusió en un bany de precipitats. La gelatina també és soluble en la majoria de solvents polars. Els gels de gelatina només es presenten en un rang petit de temperatures i el límit superior és el punt de fusió del gel el qual depèn del grau de concentració de la gelatina mentre que el límit inferior és el punt en què cristal·litza per congelació. Les propietats mecàniques són molt sensibles a les variacions de temperatura, la història termal prèvia del gel i el temps. La viscositat de la mixtura gelatina/aigua s'incrementa amb la concentració i quan s'emmagatzema a temperatures pròximes als +4 °C.

## Producció
La producció mundial de gelatina va evolucionar d'unes 300.000 tones anuals el 2015 a 620.600 tones el 2019. A escala comercial la gelatina es fa amb subproductes de la indústria de la carn, del peix i del cuir. Subproductes dels peixos també han estat considerats per evitar els obstacles religiosos sobre el consum de gelatina a base de porc. La gelatina deriva principalment de les pells i els ossos de porc i vaca; no se"n fan servir ni les banyes ni les peülles El material brut es prepara amb processos àcids i alcalins que extreuen el col·lagen hidrolitzat sec. Aquests processos poden emprar diverses setmanes i les diferències en els processos tenen gran influència en les propietats finals de la gelatina obtinguda.
La gelatina es pot fer de manera casolana. Bullint determinats trossos cartilaginosos de carn o ossos s'obté gelatina dissolta en l'aigua on ha bullit tot. Segons la concentració el brou resultant refredat formarà una gelatina natural. Això es fa en diverses preparacions culinàries.

## Normativa
A la Unió Europea, la gelatina és classificada com un ingredient alimentari (igual com sucre, farina…) i no pas com un additiu alimentari i doncs no té cap codi E. Per a la gelatina per a consum humà, com a primeres matèries són autoritzades ossos, pell d'animals remugants domèstics, pells de porc; pell d’aviram; tendons i nervis; pells de caça i pell i ossos de peix. Venuda sola com a ingredient alimentari no s'ha de mencionar els valors nutritius a l'embalatge. En certs països fora de la Unió Europea és considerat com a additiu i porta el codi E441.

## Usos

### Alimentari
- Agent gelificant a la cuina
- Clarificació de sucs com el de poma, en el vinagre, clarificació de vi i cervesa.[11]
- Usat en infusions i sopes per als intolerants als tanins.
- Pel consum de drogues com LSD.
- Per a cobriment o agent separador de substàncies, per exemple fa el betacarotè soluble en aigua o dona color a begudes sense alcohol que tinguin betacarotè.
- Usat en infusions i sopes per als intolerants als tanins.

### Tècnics

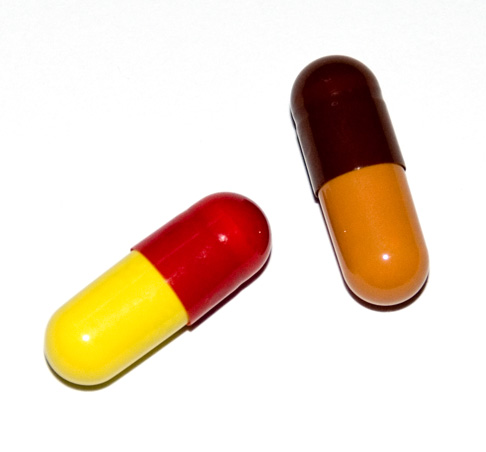
Càpsules fetes de gelatina.

- Gel de color al teatre i la indústria del film
- Càpsules farmacèutiques per a fer els medicaments més fàcils d'empassar.
- Cola animal, gelatina sense refinar.
- Fotografia.
- En cosmètica tenen una variant no gelificada anomenada col·lagen hidrolitzat.
- En papereria, enduriment del paper en temps antics.

### Altres usos
- Bales de gelatina per a proves de balística.
- En natació sincronitzada per a mantenir el cabell al seu lloc.[12]
- Afegida a l'aigua bullent i després refredada és un sistema casolà de perruqueria.

## Variants i alternatives
Per servir les comunitats religioses que tenen productes tabú (el porc o qualsevol animal no sacrificat segons les regles del ritu halal per a l'islam, els derivats de porc al judaisme, la vaca en la cultura hinduista i budista es creen línies de producció separades. En aquest cas la gelatina extreta d'espines de peix esdevé una alternativa. Per als vegetarians i vegans es desenvolupen alternatives a base d'agar-agar, un derivat d'algues), pectina o altres. Cap de les alternatives reuneix la multifuncionalitat de la gelatina, però pot servir segons la propietat que cal.

## Propietats mèdiques i nutricionals
Malgrat que la gelatina sigui proteïna en un 98-99%, té menys valor nutricional que altres proteïnes, perquè no té triptòfan i és deficient en isoleucina, treonina i metionina. És alta en aminoàcids no essencials (aquells que es produeixen pel cos humà) com la glicina i prolina, i li manquen diversos aminoàcids essencials (aquells no produïts pel cos humà). Aproximadament, conté: glicina 21%, prolina 12%, hidroxiprolina 12%, àcid glutàmic 10%, alanina 9%, arginina 8%, àcid aspàrtic 6%, lisina 4%, serina 4%, leucina 3%, valina 2%, fenilalanina 2%, treonina 2%, isoleucina 1%, hidroxilisina 1%, metionina i histidina <1% i tirosina <0,5%. Aquests valors varien depenent del material en brut i el processament.

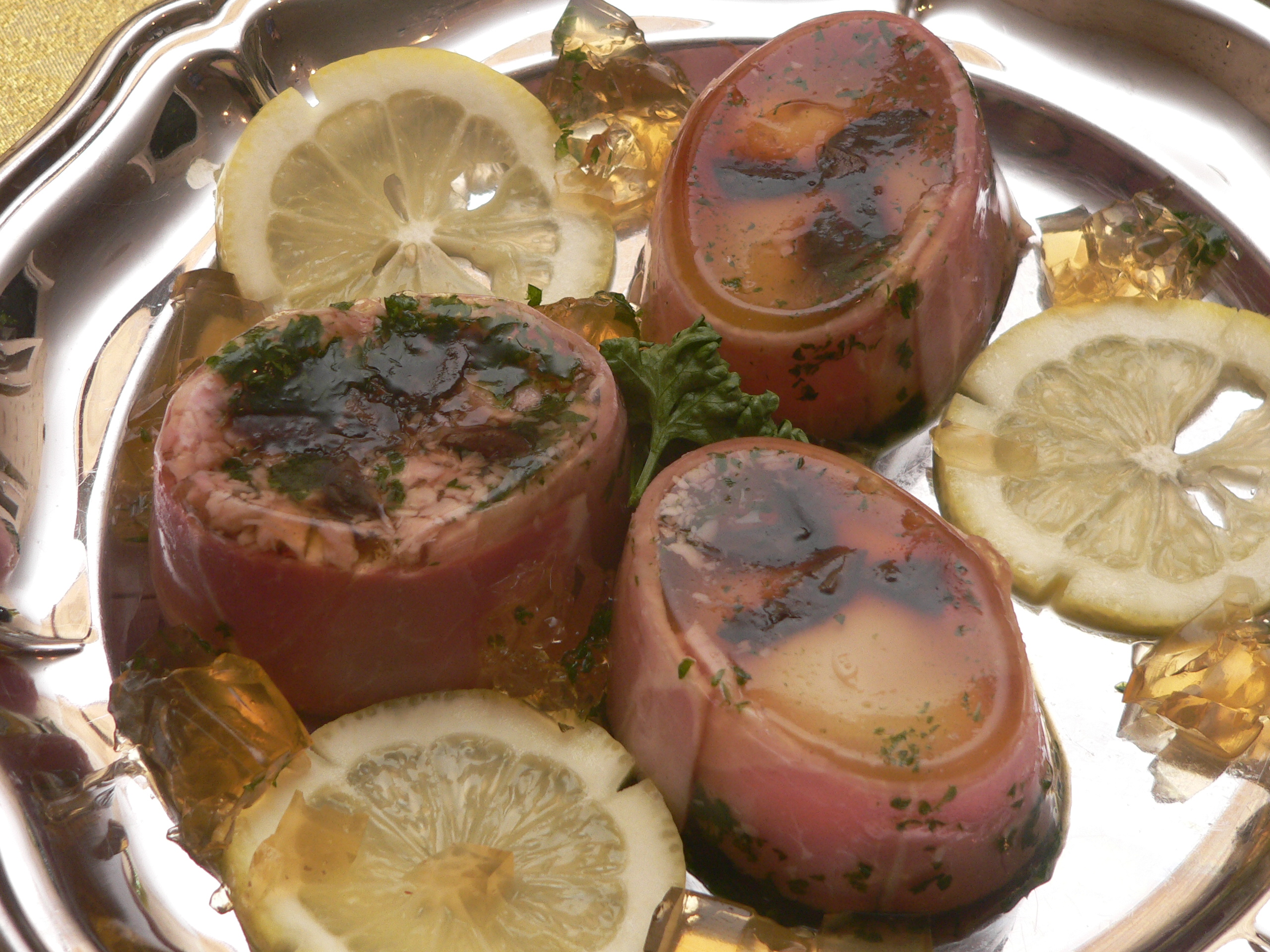
ous en aspic

La gelatina és un dels pocs productes que causen una pèrdua neta de proteïnes si es mengen de forma exclusiva. En la dècada de 1960 diverses persones moriren de malnutrició en seguir una dieta popular de proteïnes líquides.